# Dom Frankensteina (film 1944)
Dom Frankensteina (House of Frankenstein) – amerykański horror z 1944 roku. Film jest crossowerem łączący wątki filmów Dracula (1931), Frankenstein (1931) i Wilkołak (1941).

## Fabuła
Szalony naukowiec, doktor Niemann, wraz z wiernym sługą uciekają ze szpitala dla umysłowo chorych. Przywołują wampira Drakulę, wilkołaka i potwora Frankensteina, by z ich pomocą dokonać zemsty na wrogach.

## Obsada
- J. Carrol Naish – Daniel
- Glenn Strange – potwór Frankensteina
- Boris Karloff – dr Gustav Niemann
- Lon Chaney Jr. – Lawrence Talbot
- John Carradine – Dracula
- Anne Gwynne – Rita Hussman
- Peter Coe – Karl Hussman
- Lionel Atwill – inspektor Arnz
- George Zucco – profesor Bruno Lampini
- Elena Verdugo – Ilonka